# Hajk (TV-program)
Hajk var ett svenskt barnprogram från Karlstad som sändes i SVT mellan 1971 och 2003. Det hade premiär 1971 och började att sändas som sommarlovsprogram 1988 ("Sommarhajk"). Första säsongen var Ulf Schenkmanis programledare, men från andra säsongen tog Bengt Alsterlind över. Hajk är en backronym för programpolicyn:
- helfestligt
- allmänbildande
- jätteintressant
- kunskapsorienterande

I programmet visade Alsterlind hur man kan tillverka olika saker på egen hand och visade kortfilmer med bland andra Goliat. En vanligt förekommande hälsningsfras i programmet var "tjipp". Ordet är en synonym för "hej” eller "tja" och hittades på av Bengt Alsterlind under dennes tid på SVT i Karlstad. Ordet är sprunget ur idén att hitta på en speciell hälsning till Hajk-serien.
Sommarhajk brukade avslutas med att Sven-Erik Magnusson och Ingvar Karlsson från Sven Ingvars framförde låten Sommar och sol ("Grain de sable"). I många år användes en inspelning, i vilken barn från en grundskola i Karlstad lekte i bakgrunden.